# Katedra w Güstrowie
Katedra Świętych Marii, Jana Ewangelisty i Cecylii (niem. Dom St. Maria, St. Johannes Evangelista und St. Cäcilia) – luterańska świątynia znajdująca się w niemieckim mieście Güstrow. Do 1552 siedziba kapituły, w latach 1568–1695 kościół dworski książąt Meklemburgii-Güstrowa. Jest jednym z obiektów na trasie Europejskiego Szlaku Gotyku Ceglanego.

## Historia
Budowę katedry ufundował w roku 1226 umierający książę Henryk Borwin II w celu szerzenia chrześcijaństwa na podbitych ziemiach pogańskich. W 1308 ukończono budowę nawy, a świątynię konsekrował w 1335 roku biskup kamieński. Na początku XV wieku dobudowano absydę. W 1552 zlikwidowano kapitułę, a katedra przez 12 lat służyła jako stajnia. W 1568 świątynię przekształcono w kościół dworski i miejsce pochówku książąt Meklemburgii-Güstrowa, od wygaśnięcia rodu w 1695 służy jako kościół miejscowej parafii. Kościół wyremontowano w roku 1866, m.in. wzniesiono nowy szczyt południowego ramienia transeptu. W 2003 roku rozpoczęto restaurację, trwającą przez kilka następnych lat.

## Architektura i wyposażenie
Budowę czteronawowej bazyliki z transeptem rozpoczęto w stylu romańskim i ukończono w stylu gotyckim. Od północy do nawy głównej dostawione są dwie nawy boczne, a od południa – jedna nawa i rząd kaplic. W kondygnacji nad kaplicami urządzono archiwum katedralne. 
Najstarszym elementem wyposażenia jest wczesnogotycka chrzcielnica. Krzyż tęczowy wykonano w połowie wieku XIV. W prezbiterium ustawiono późnogotycki ołtarz szafiasty z około roku 1500 autorstwa Hinrika Bornemanna z Hamburga. Zdobi go scena Ukrzyżowania Jezusa Chrystusa w otoczeniu klęczących książąt Magnusa i Baltazara oraz rzeźb proroków i świętych. Na zewnętrznej stronie skrzydeł widnieją figury świętych Cecylii, Jana, Marii i Katarzyny. Barokowy nagrobek Günthera von Passowa autorstwa Charles’a Philippe’a Dieussarta pochodzi z 1659 roku. Organy zainstalowano w 1868 roku, pochodzą z warsztatu Friedricha Hermanna Lütkemüllera. We wnętrzu przechowywane są również trzy dzieła Ernsta Barlacha, wykonany przez niego pomnik ofiar I wojny światowej uznano za sztukę wynaturzoną i przetopiono w 1937 roku, w 1953 zawieszono jego replikę.
Pięć katedralnych dzwonów zostało zarekwirowanych na cele wojenne, przetrwał jedynie największy dzwon z 1617 roku o wadze 3350 kg. W 1964 na wieży zawieszono instrument z 1726 roku, wykupiony z kościoła św. Mikołaja w Rostocku, o wadze 880 kg. W 1990 zawieszono dwa kolejne dzwony z ludwisarni Rincker w Sinn, o wadze 773 kg i 539 kg.

## Galeria

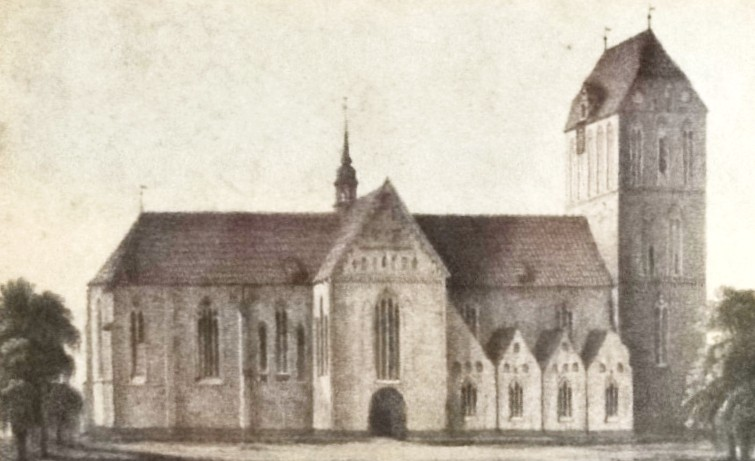
Katedra na rysunku litograficznym z 1844 roku
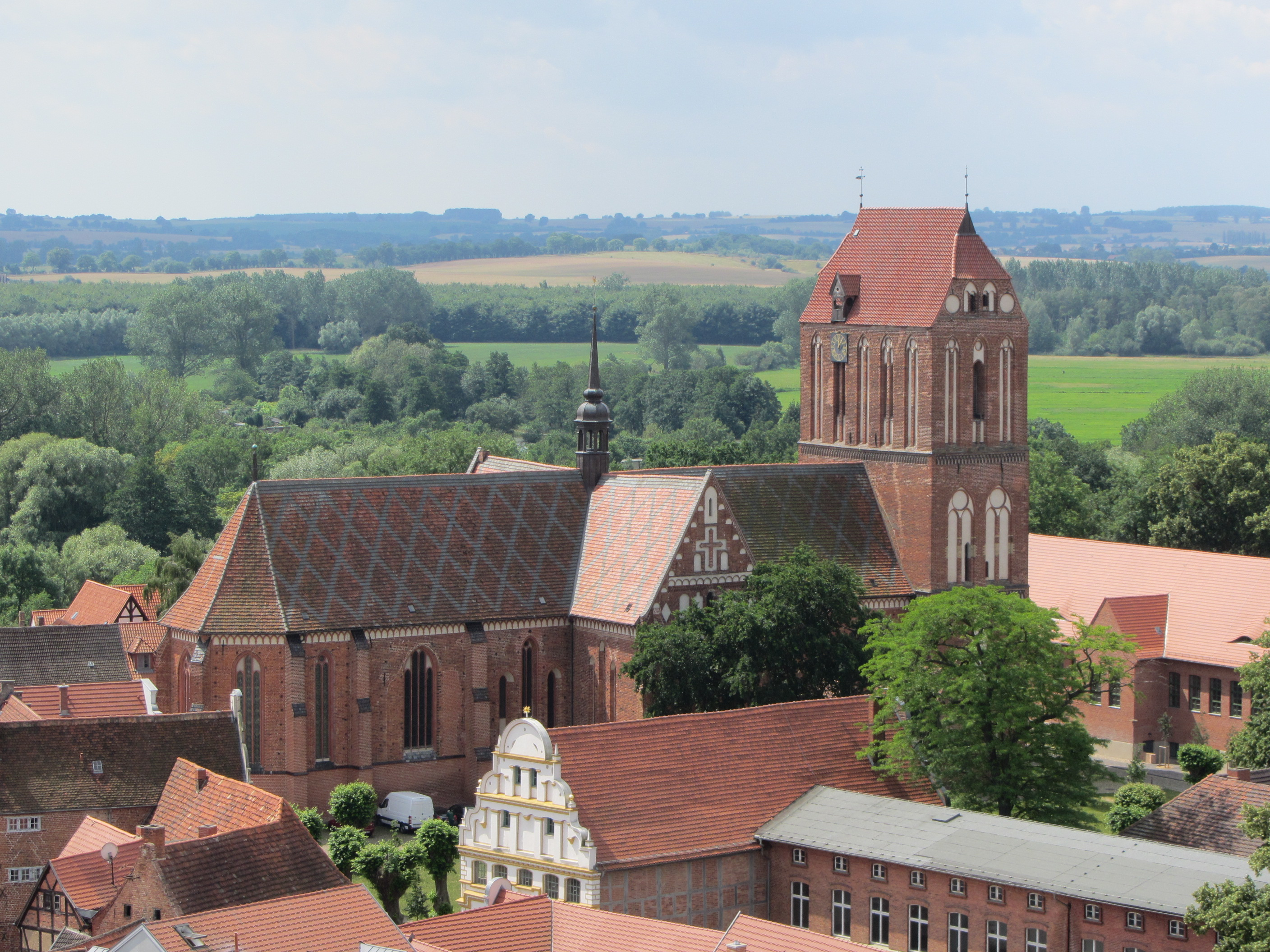
Widok z wieży kościoła Mariackiego
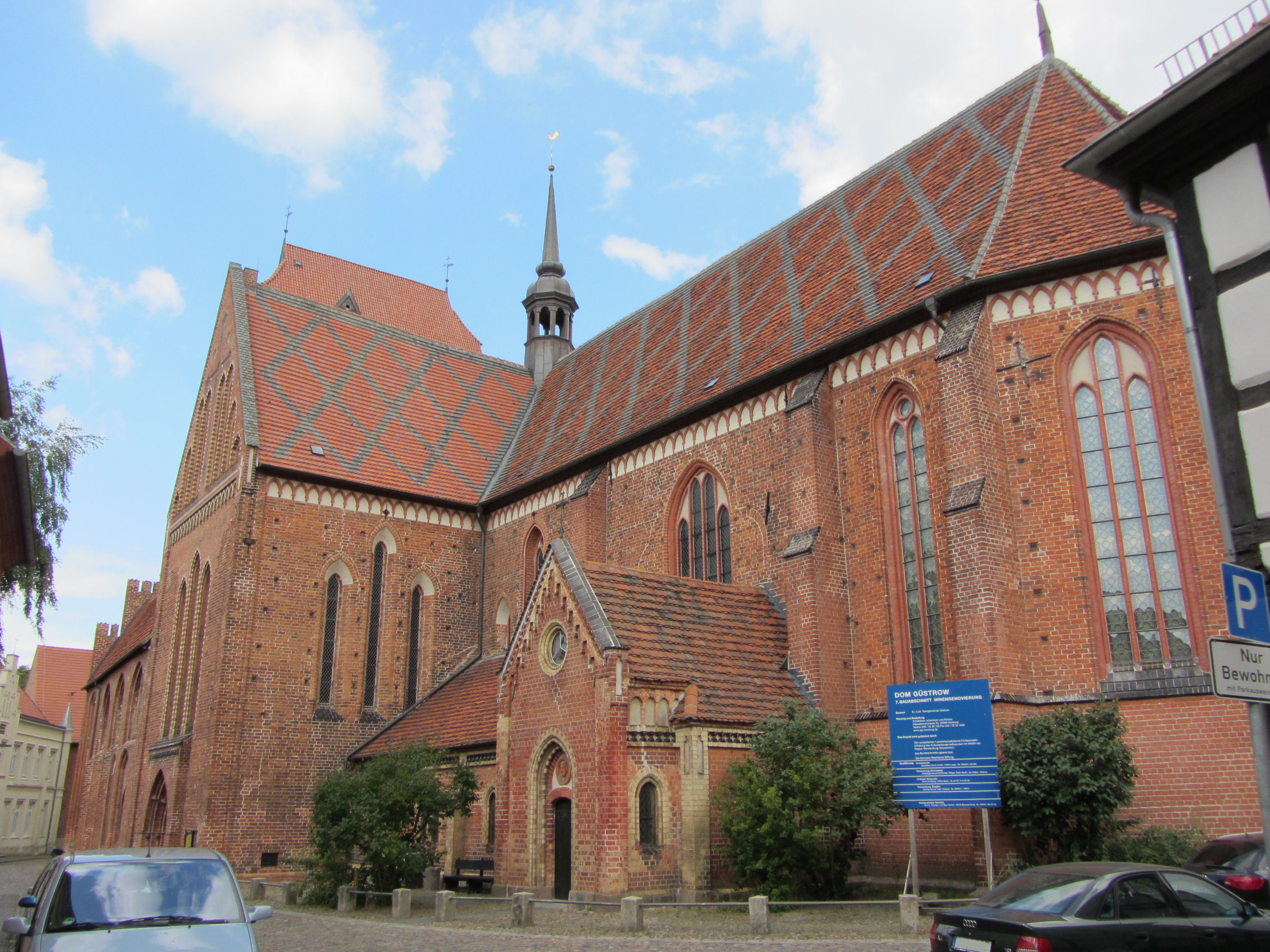
Widok ze wschodu
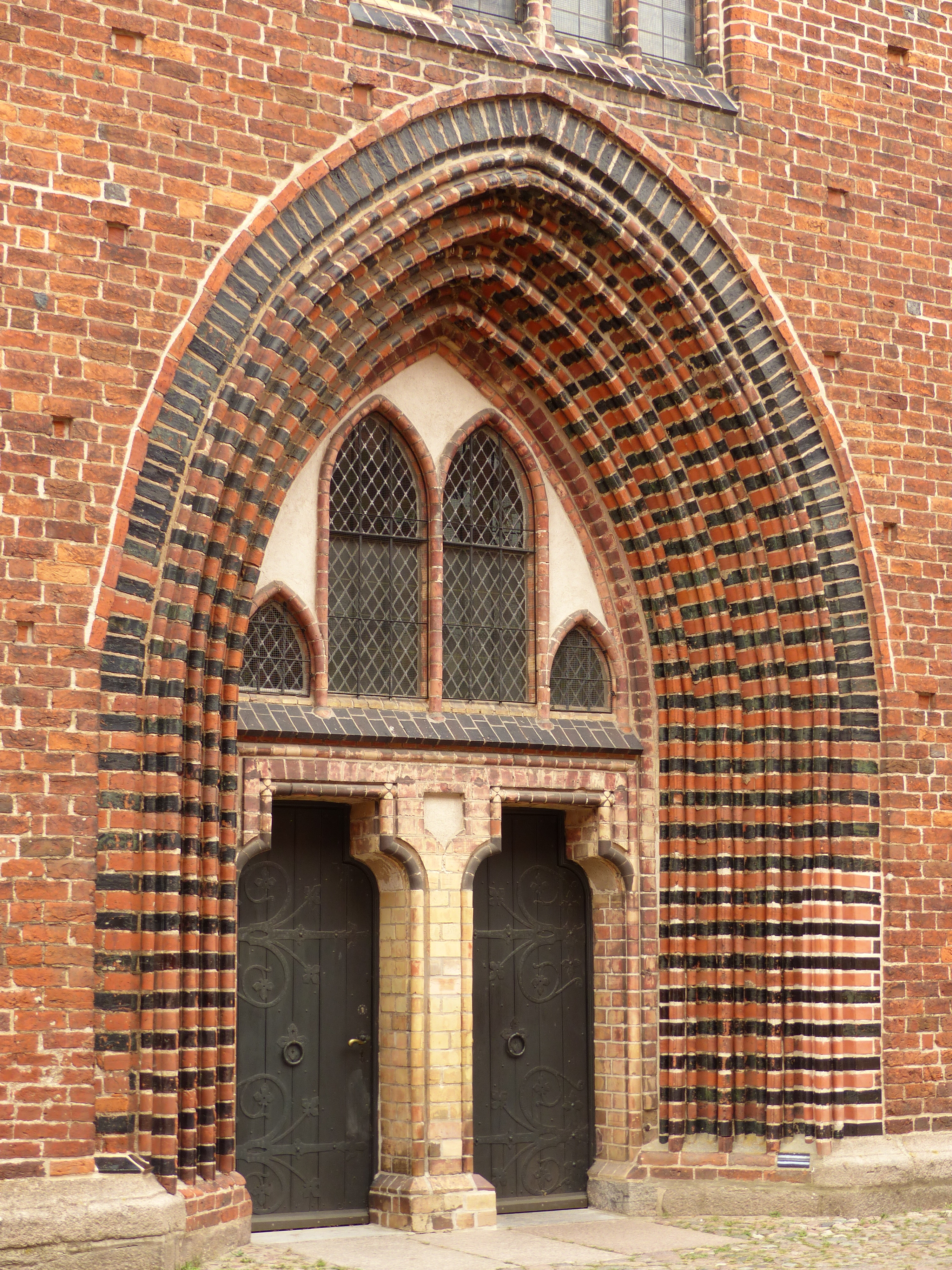
Portal główny
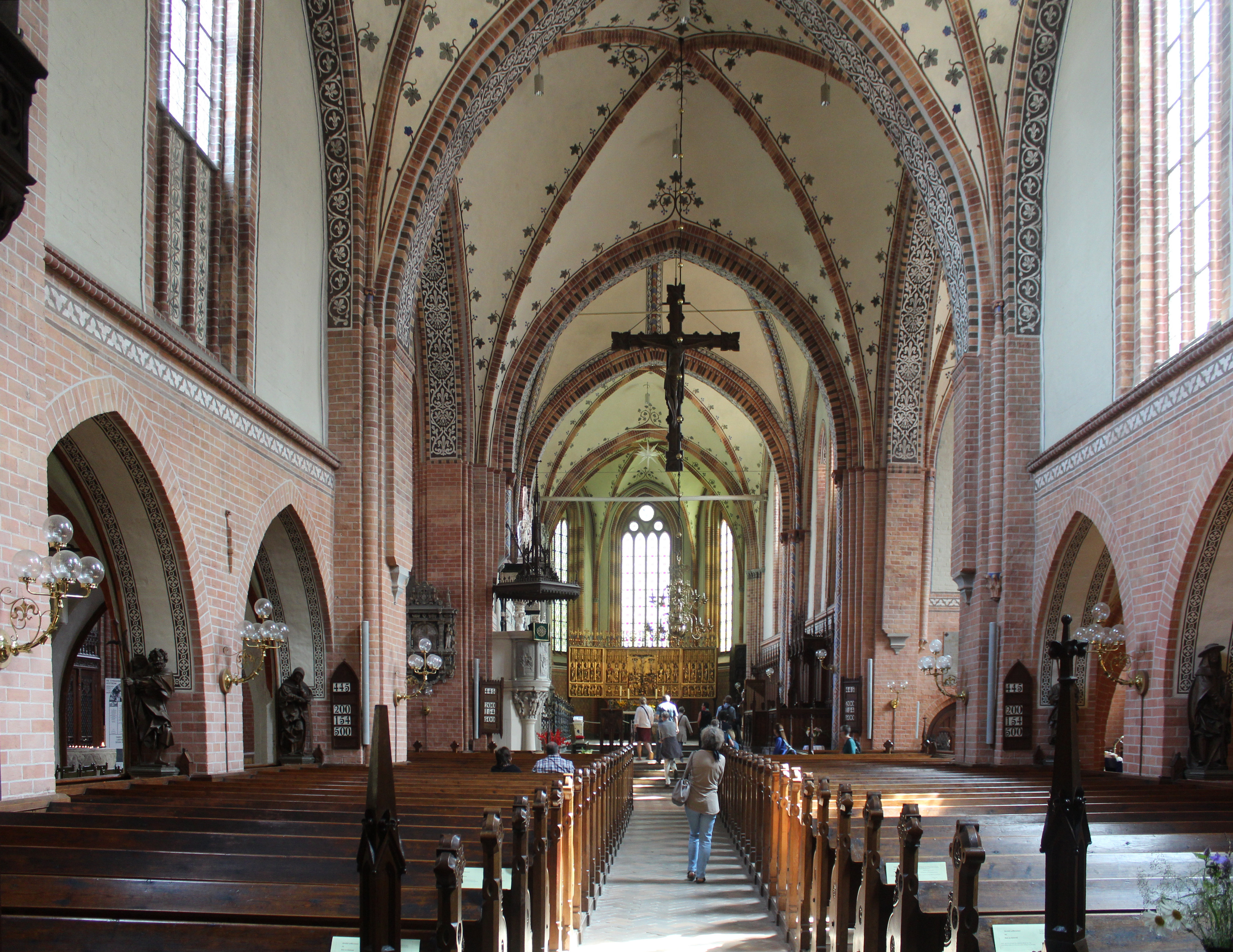
Wnętrze
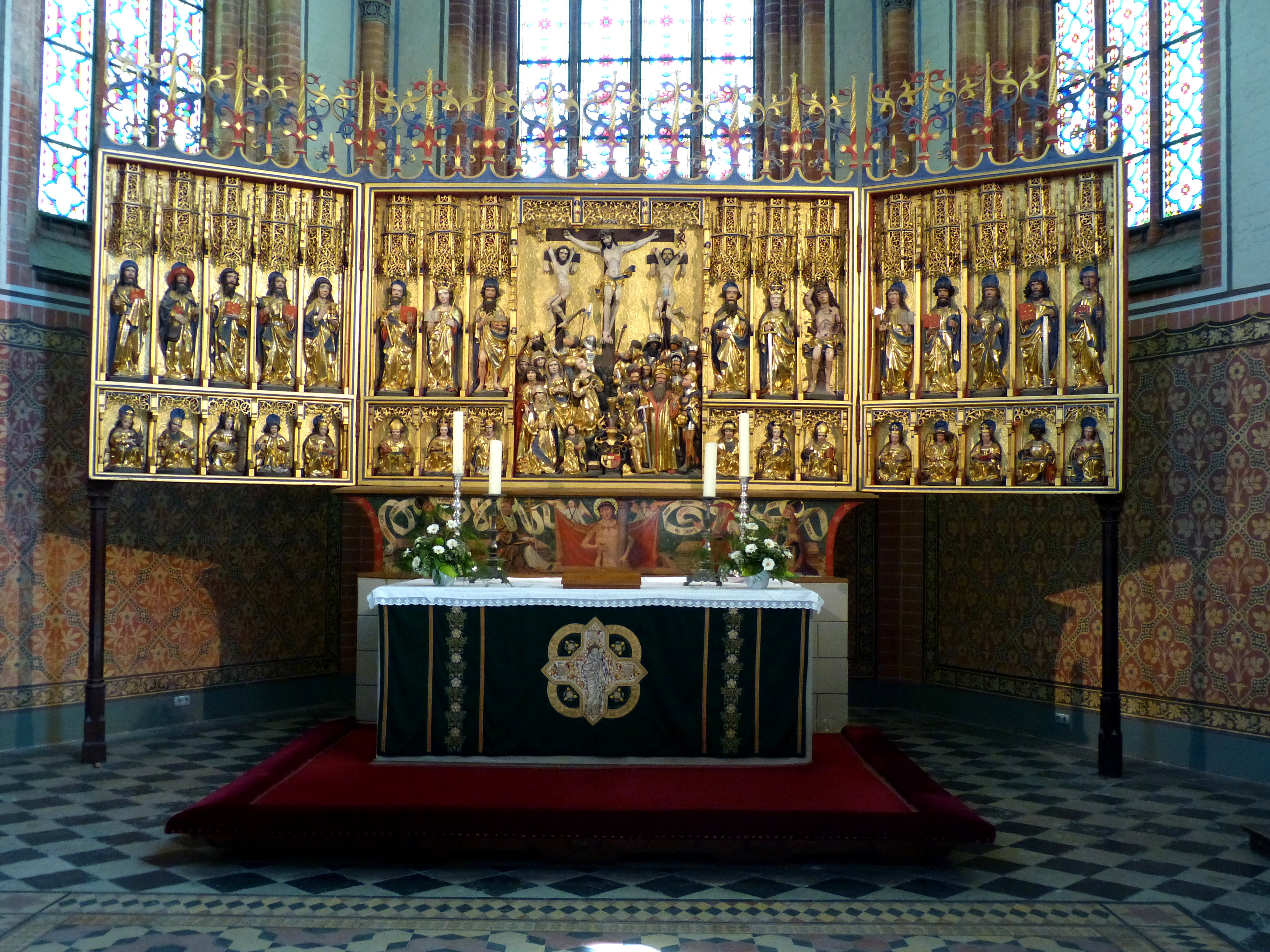
Ołtarz główny
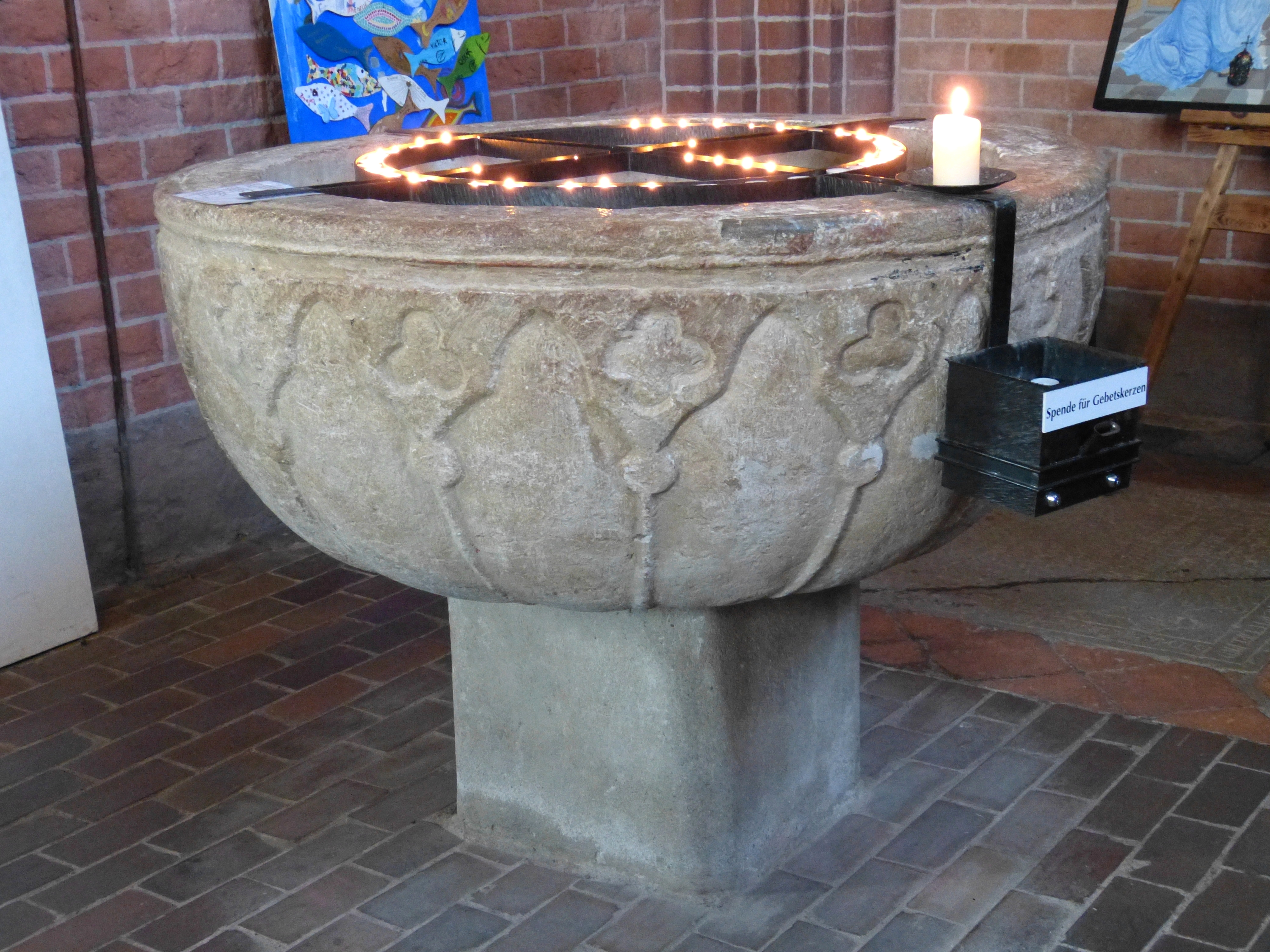
Wczesnogotycka chrzcielnica
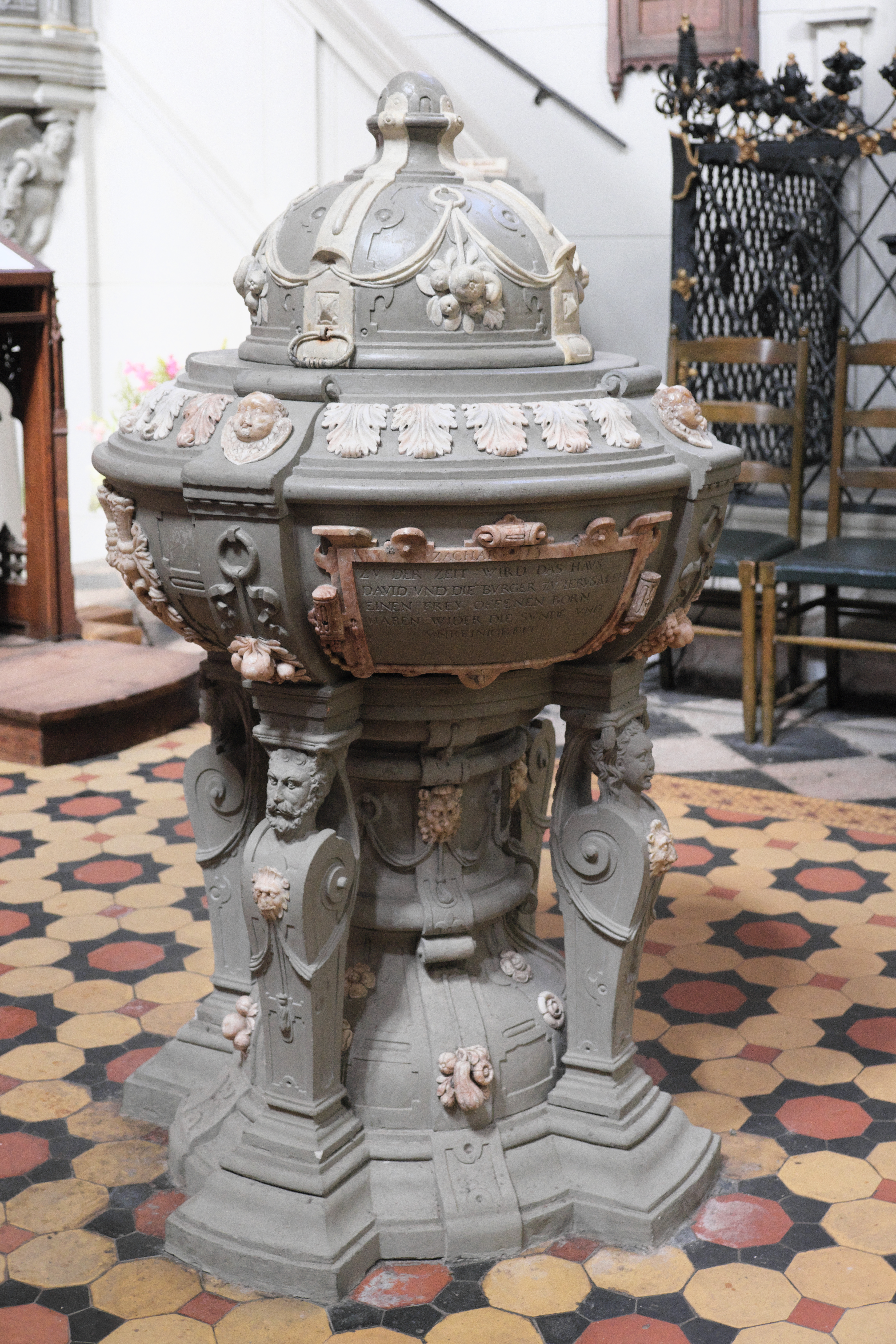
Renesansowa chrzcielnica
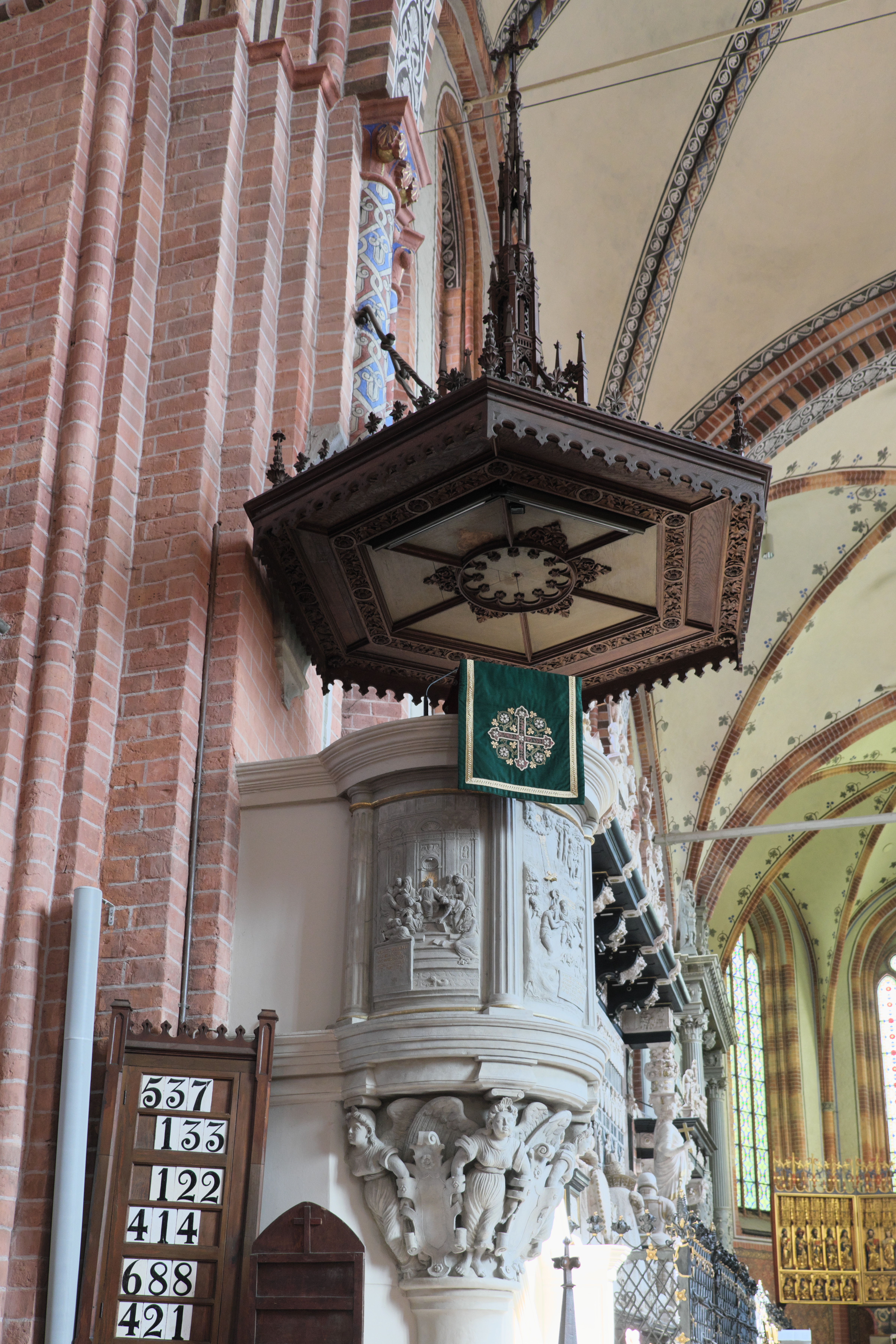
Ambona
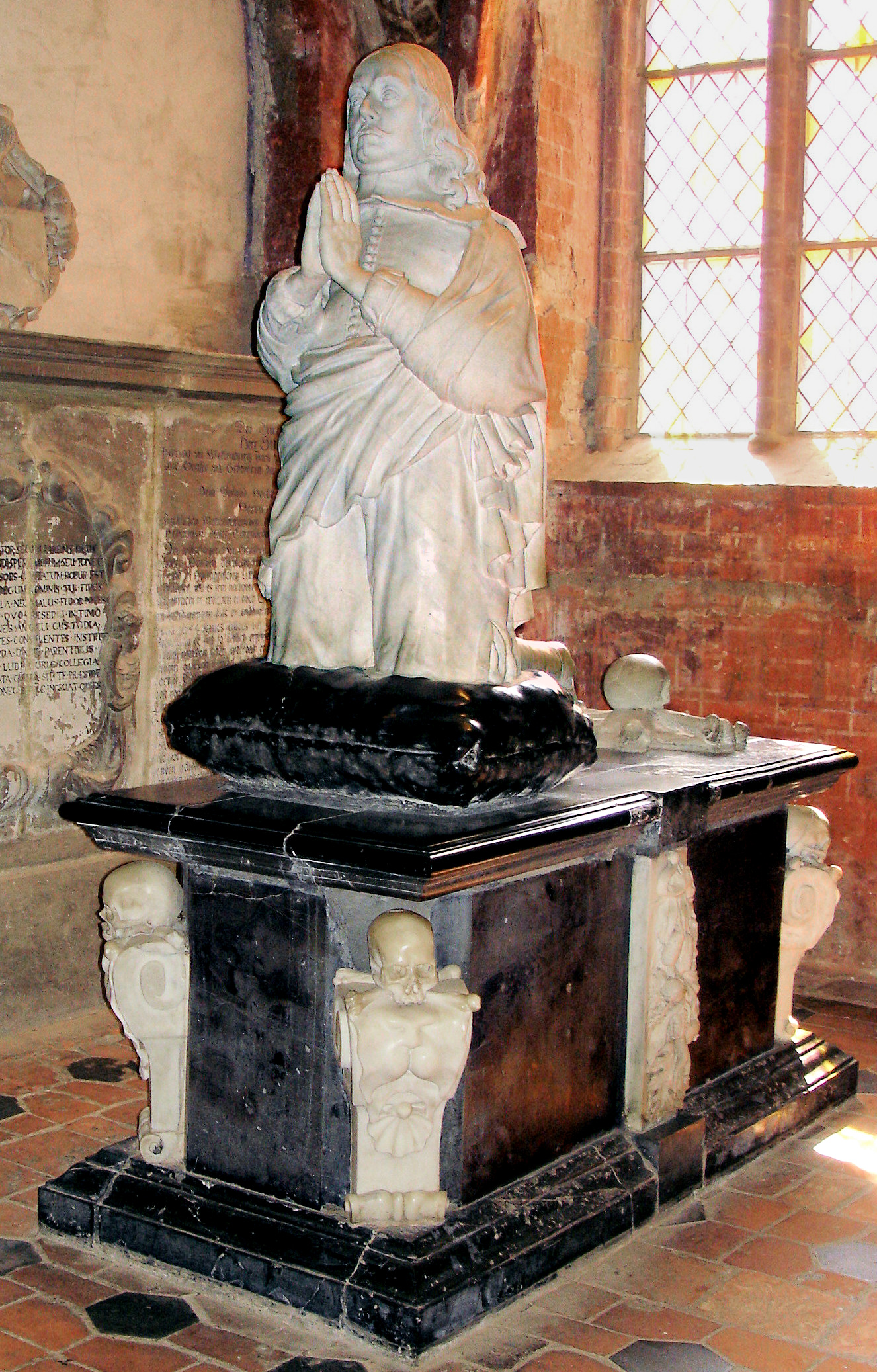
Nagrobek Günthera von Passowa
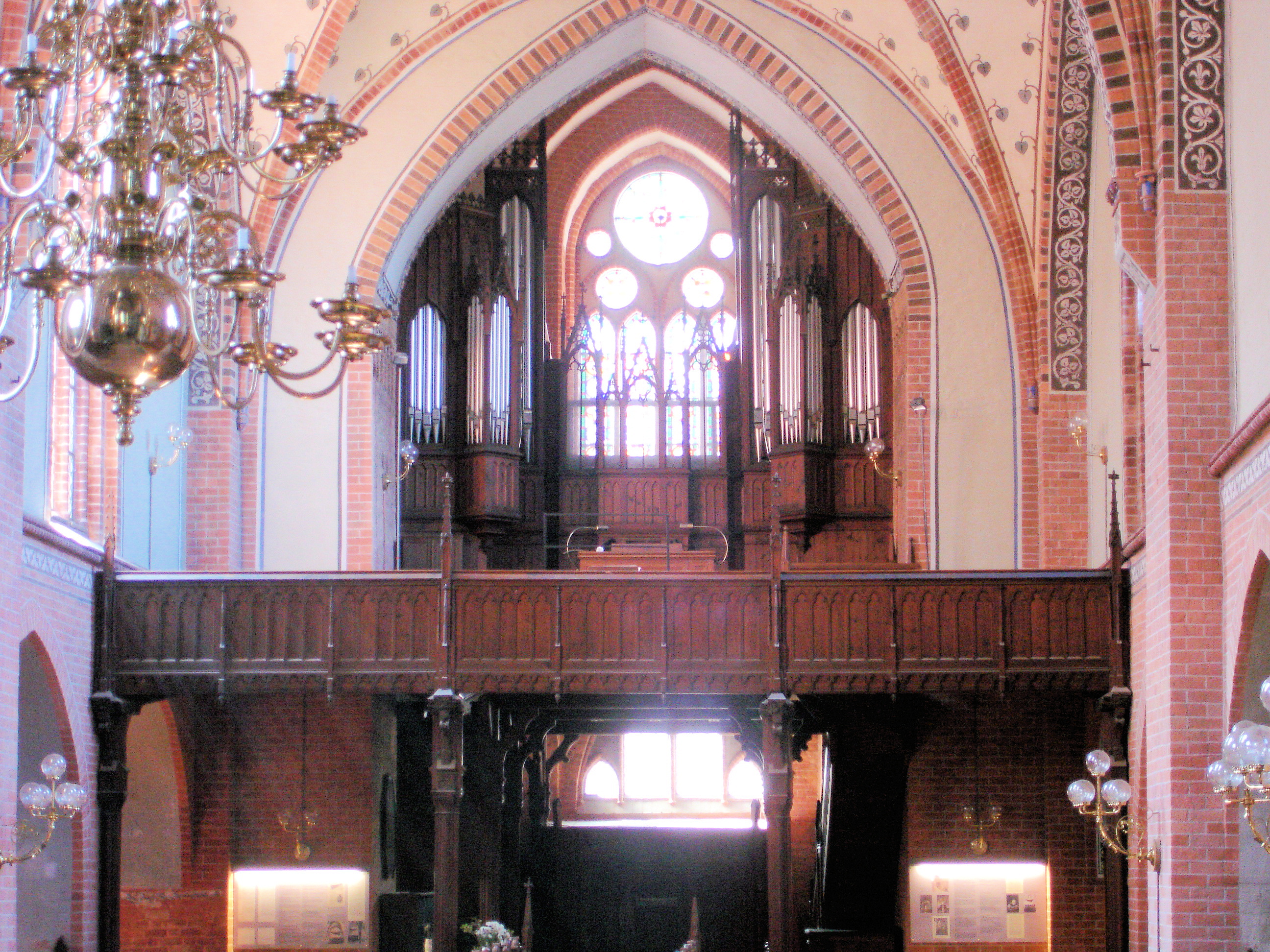
Empora i organy